# Пеленг (компания)

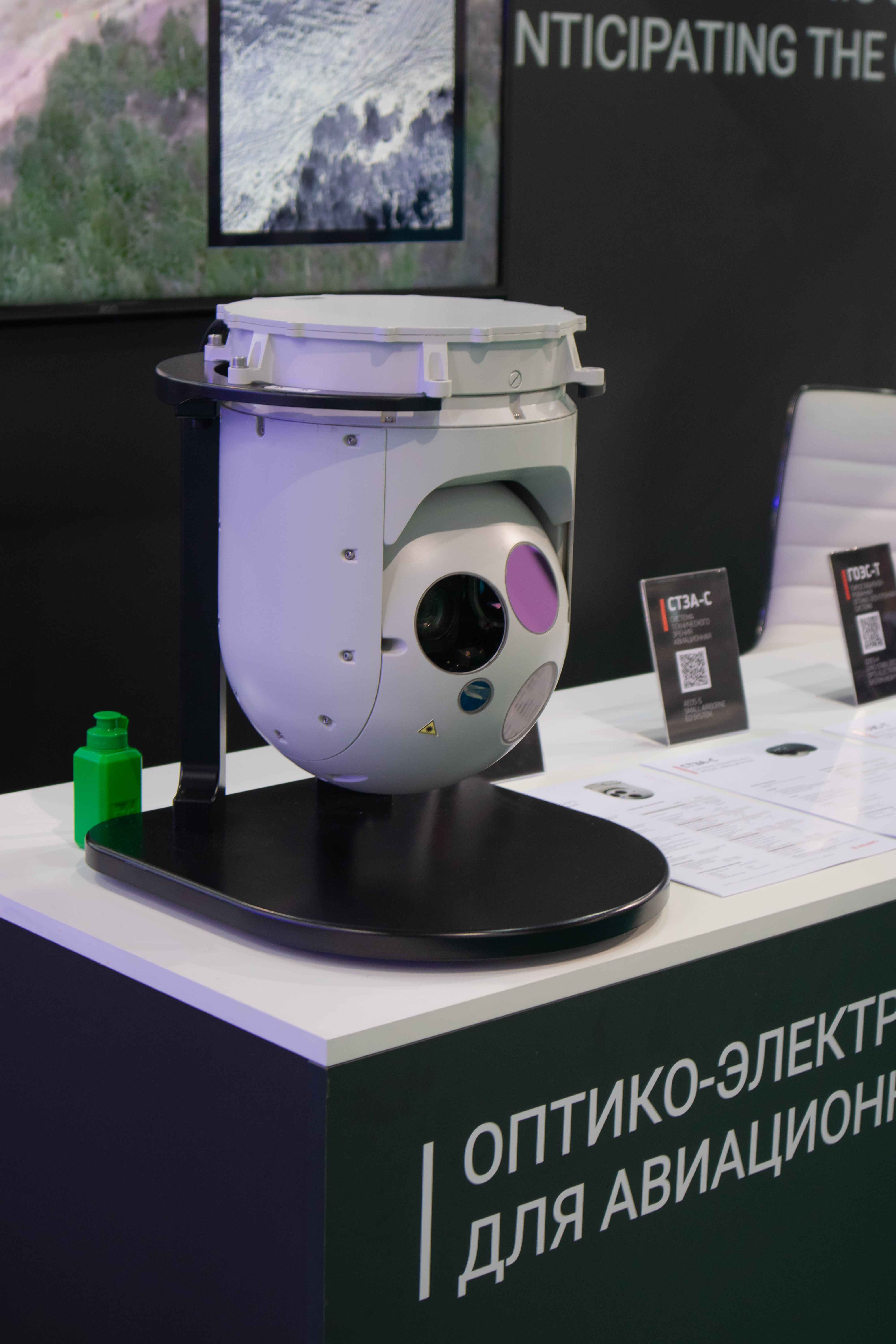
Продукция завода на выставке MILEX-2021

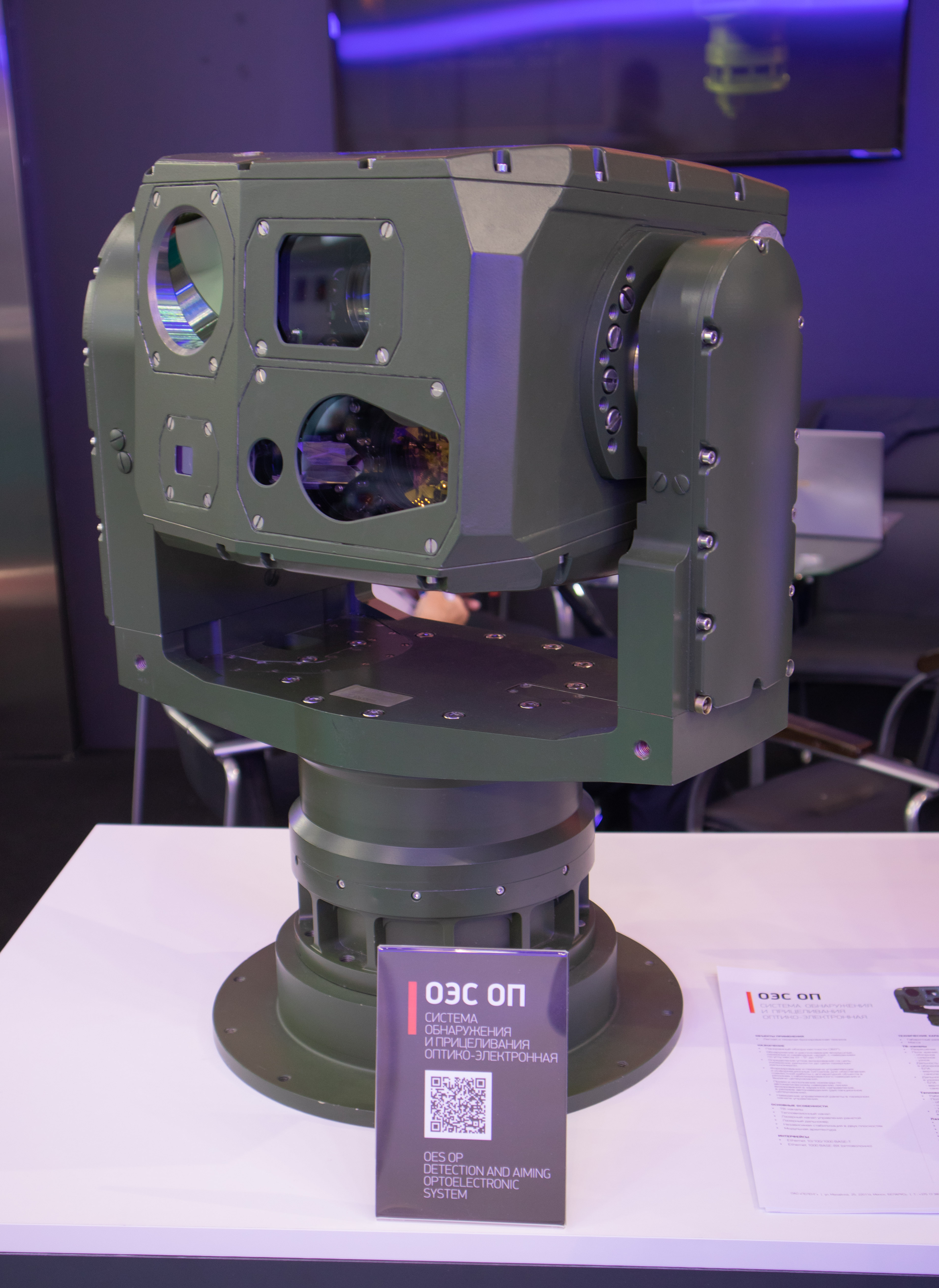
Продукция завода на выставке MILEX-2021

ОАО «Пеленг» (бел. ААТ «Пеленг») — белорусская компания по разработке и производству оптико-электронной продукции военного и гражданского назначения, ведущая компания отрасли в Республике Беларусь.

## История
Датой основания предприятия считается 19 декабря 1974 года, когда была проведена реорганизация БелОМО (Белорусского оптико-механического объединения): из состава Минского механического завода им. С. И. Вавилова было выделено в качестве самостоятельного предприятия Центральное конструкторское бюро оптического приборостроения (ЦКБОП) с опытным производством. ЦКБОП было создано на базе Центрального конструкторского бюро приборостроения, созданного В 1971 году на базе опытно-конструкторского бюро Минского механического завода им. С. И. Вавилова. В 1975 году ЦКБОП было переименовано в ЦКБ «Пеленг». Первоначально предприятие входило в систему Министерства оборонной промышленности СССР, в независимой Республике Беларусь предприятие вошло в систему Министерства промышленности Республики Беларусь. В 1994 году ЦКБ «Пеленг» было преобразовано в открытое акционерное общество. Длительное время входила в состав объединения БелОМО
В 2010-е годы «Пеленг» принимал активное участие в разработке и производстве первого белорусского спутника «БелКА». В 2017 году сообщалось о готовности «Пеленга» и «Интеграла» производить новые спутники.
В 2012—2013 годах сообщалось о переговорах, касавшихся планов покупки пакета акций «Пеленга» Роскосмосом.

## Санкции
2 декабря 2021 года ОАО «Пеленг» было включено в санкционные списки США и Канады.
После вторжения России на Украину в 2022 году «Пеленг» попал под санкции всех стран Евросоюза так как компания «производит и поставляет комплектующие для производства российской артиллерии и военной техники (в частности, БТР-82А), которая используется российскими войсками в агрессивной войне против Украины». По аналогичному основания компания попала под санкции Швейцарии, Японии и Новой Зеландии. 12 мая 2023 года санкции против компании ввела Украина, в августе того же года к ним присоединилась Великобритания. В феврале 2024 года санкции против «Пеленга» ввёл Европейский союз; в начале марта к этому пакету санкций присоединились Швейцария, Албания, Босния и Герцеговина, Исландия, Лихтенштейн, Молдова, Норвегия, Северная Македония, Украина, Черногория, а в апреле того же года США расширили свои санкции на некоторых управленцев «Пеленга».

## Современное состояние
По состоянию на 2019 год 48,9356% акций ОАО принадлежат государству, остальные акции были распределены между 1639 акционерами (1 юридическим лицом и 1638 физическими лицами: в основном топ-менеджерами и сотрудниками предприятия). В 2019 году выручка компании составила 176,1 млн руб., чистая прибыль — 44,4 млн руб. (20,5 млн долларов). 76,56% выручки было получено от производства приборов в изделий, 20,48% — от научных исследований и разработок. В 2018 году компания выплатила более 26 млн руб. дивидентов (ок. 12 млн долларов), или 600,6 руб. на акцию; в 2019 году — 10,6 млн руб. дивидендов, или 244,57 руб. на акцию. В 2018 году на предприятии работало 2030 человек, в 2019 году — 1995 человек. В 1-м квартале 2016 года «Пеленг» вошёл в десятку наиболее прибыльных ОАО в республике.
По состоянию на 2021 год компания выпускает метеорологическое оборудование (отдельные приборы и комплексные автоматизироованные системы), приборы для использования в космических аппаратах, специальную оптоэлектронику, оборудование для криминалистики и безопасности (микроскопы сравнения, мобильные комплексы сигнализации и видеонаблюдения). Среди разработок «Пеленга» — системы дистанционного зондирования Земли высокого разрешения. Большая часть продукции экспортируется в Россию и страны Ближнего Востока.
Предприятие разрабатывает и производит приборы наведения для различных вооружений, специализируясь на противотанковых ракетных комплексах: белорусско-украинских «Скифа», «Шершня» и «Шершня-L» и, с 2015 года, российской самоходной «Хризантемы-С». В 2020 году «Пеленг» разработал артиллерийский метеобаллистический комплекс АМК-1.